# S. Macaio
S. Macaio é um EP de José Afonso, editado a partir do LP Contos Velhos, Rumos Novos, lançado em 1969.

## Faixas
| N.º | Título                  | Compositor(es)                  | Duração |  |
| 1.  | "S. Macaio"             | Popular Açoriana/José Afonso    |         |  |
| 2.  | "Vai Maria Vai"         | José Afonso                     |         |  |
| 3.  | "Qualquer Dia"          | F. Miguel Bernardes/José Afonso |         |  |
| 4.  | "Já o Tempo se Habitua" | José Afonso                     |         |  |